# Оборино (Пермь)
Оборино — один из отдалённых микрорайонов города Перми. Расположен на правом берегу Камы в Кировском районе, к югу от центральной части района.

## История
Кордон Оборино возник в 1614 году во владениях графа Строганова. В 1623 году учтено 4 двора и 3 жителя мужского пола. В 1930 году здесь (уже деревня Оборино) отмечено было 11 дворов и 61 житель. С 1930-х годов работал совхоз «Оборино», позже подсобное хозяйство. Ныне бывшая деревня является местом расположения небольшого количества частных домов, дач и гаражей.

## Достопримечательности
На запад от Оборино в пойменной зоне Камы расположены озера Большое Ласьвинское, Малое Ласьвинское, Лобханское, Дикое, Чудное, Черное и Гагары.

## Садоводческие товарищества
В окрестностях расположены садоводческие товарищества «Оборино-5» , «Якорь», «Оборинское».

## Транспорт
До центра района ходит автобус 39 маршрута.